# Pinseque
Pinseque è un comune spagnolo di 1 819 abitanti situato nella comunità autonoma dell'Aragona.